# Andrej Kantjelskis
Andrej Antanasovitj Kantjelskis (født 23. januar 1969 i Kirovohrad, Ukrainske SSR; russisk: Андрей Антанасович Канчельскис, tr. Andrej Antanasovitj Kantjelskis) er en tidligere professionel sovjetisk og russisk fodboldmidtbanespiller af litauisk og ukrainsk afstamning. Han har spillet for adskillige hold, men han er mest kendt for sin tid i Manchester United, Everton og Rangers. Kantjelskis er den eneste spiller i historien til at have scoret i både Glasgow-, Merseyside- og Manchester-lokalderbies.